# Paul Langevin
Paul Langevin (Paris, 23 de janeiro de 1872 — Paris, 19 de dezembro de 1946) foi um físico francês. Ele é conhecido em particular por sua teoria do magnetismo, sua teoria do movimento browniano, a invenção do sonar, a introdução da teoria da relatividade de Albert Einstein na França.

## Vida
Estudou na École supérieure de physique et de chimie industrielles de la ville de Paris, onde foi mais tarde diretor. Teve uma ligação amorosa com sua colega Marie Curie. Langevin trabalhou com a moderação de nêutrons, iniciando assim uma base para a construção de reatores nucleares. Foi o primeiro a utilizar a piezoeletricidade de cristais de quartzo, em 1916, com a construção do primeiro sonar, e desenvolveu para a marinha francesa o primeiro sistema ecolot. Participou assiduamente das sete primeiras Conferências de Solvay, sendo presidente das duas últimas, 6ª e 7ª.
Além de sua carreira científica, Langevin também foi um ativista político ativo. Ele apoiou o movimento trabalhista e esteve envolvido em muitas causas sociais e políticas
A 28 de abril de 1930, foi agraciado com o grau de Comendador da Ordem Militar de Sant'Iago da Espada, de Portugal.
O Instituto Laue-Langevin em Grenoble é assim denominado em sua homenagem.

## Publicações

### Cursos no College de France
- Les gaz conducteurs (1902)
- Propriétés électriques des gaz, matière et électricité (1903)
- Applications de la théorie des ions à l'explication des phénomènes de décharge disruptive et radioactive (1904)
- Etude expérimentale de diverses radiations, application de la théorie des électrons (1905)
- Les théories de Maxwell et de Lorentz et leurs vérifications expérimentales (1906)
- Les bases expérimentales de l'atomistique (1907)
- Phénomènes de décharge disruptive (1908)
- Phénomènes généraux de l'électricité et du magnétisme (1909)
- La théorie électronique des radiations et le principe de relativité (1910)
- La propagation des ondes électromagnétiques à travers la matière, applications aux phénomènes électro et magnéto-optiques et à la biréfringence cristalline (1911)
- Les difficultés de la théorie du rayonnement (1912)
- Les propriétés électriques et thermiques des métaux (1913)
- Les rayons de Röntgen et la radiographie (1914)
- Le principe de la relativité et les théories de la gravitation (1915-1918)
- Les aspects successifs et les confirmations expérimentales du principe de relativité (1919)
- Le principe de relativité et la théorie de la gravitation (1920)
- Les applications du principe de relativité aux théories de la gravitation et de l'électromagnétisme (1921)
- Les phénomènes de haute fréquence (1922)
- Physique des tenseurs (1922)
- La liaison entre les phénomènes électriques et élastiques (1923)
- La structure des atomes et leurs propriétés magnétiques et optiques (1924)
- Ultrasons (1924)
- Radiation, atomes (1924)
- La structure de la lumière et les quanta (1926)
- Le magnétisme au point de vue électronique (1926)
- Les échanges entre la matière et le rayonnement (1927)
- Structure de la lumière, nouvelles méthodes de statistique, équilibre du rayonnement et de la matière (1927)
- Le magnétisme: récents progrès théoriques et expérimentaux (1929)
- Sur matière et lumière (1929)
- La situation actuelle du magnétisme (1930)
- Les bases expérimentales et théoriques de la physique des quanta (1931)
- Idées actuelles et faits nouveaux concernant la notion d'atome (1933)
- Molécules, atomes, électrons et photons (1934)
- Le champ électromagnétique, travaux récents (1935)
- Exposés et discussions de physique générale, les tenseurs en physique pure et appliquée (1936)
- Exposés et discussions, les bases de la physique quantique (1938)
- Les notions fondamentales de l'électromagnétisme (1939)
- L'électromagnétisme et la physique: exposés et discussions de la physique moderne (1940)
- Dernier cours au Collège de France (1940)

### Principais publicações
- Recherches sur les gaz ionisés, thèse de doctorat, Paris, 1902.
- L'Esprit de l'enseignement scientifique, Paris, 1904.
- Notice sur les travaux de Pierre Curie, Paris, 1904.
- Sur l'impossibilité physique de mettre en évidence le mouvement de translation de la Terre, 1905.
- Pierre Curie, 1906.
- Sur la théorie du mouvement brownien, Paris, 1908
- L'Œuvre d'Éleuthère Mascart, La Revue du Mois,‎ 1909
- L'Évolution de l'espace et du temps, Scientia, 1911.
- Le Temps, l'espace et la causalité dans la physique contemporaine, Paris, 1911.
- Henri Poincaré, le physicien, Alcan, Nouvelle collection scientifique, 1914.
- Le Principe de relativité, 1922.
- L'Aspect général de la théorie de la relativité, 1922.
- La Physique depuis vingt ans, recueil de textes scientifiques, 1923.
- La Valeur éducative de l'histoire des sciences, 1926.
- Fascisme et Démocratie, Frankfurter Zeitung, 1926.
- Les Étapes de la pensée scientifique, Paris, 1927.
- Les Nouvelles mécaniques et la chimie, 1928.
- Les Fonctions sociales de l'investigation scientifique, Buenos Aires, 1928.
- Paul Schützenberger, Fondation Schützenberger, Paris, 1929.
- Les méthodes modernes de guerre et la protection des populations civiles, ed. Marcel Rivière, 1929.
- L'Orientation actuelle de la physique, Paris, Alcan, 1930.
- L'Œuvre d'Einstein et l'astronomie, 1931.
- La Contribution des sciences physiques à la culture générale, 1931.
- Y a-t-il une crise du déterminisme ?, Paris, 1931.
- Science et laïcité, Paris, M. Prudhomme, 1931, 40 p. (ISBN 978-2-402-22215-0).
- Le Problème de la culture générale, Paris, 1932.
- Paul Painlevé, le savant, 1933.
- L'Enseignement en Chine, com Carl Heinrich Becker, Marian Falski e Richard Henry Tawney, 1933.
- La Notion de corpuscule et d'atome, 1933.
- La Valeur humaine de la science, 1934.
- Notice sur les travaux scientifiques de Paul Langevin, Paris, 1934.
- La jeunesse devant le fascisme, Paris, Comité de vigilance des intellectuels antifascistes, 1934.
- Les prétentions sociales du fascisme, Paris, Comité de vigilance des intellectuels antifascistes, 1934.
- L'Allemagne, champ de manœuvre, le fascisme et la guerre, Paris, Éditions sociales internationales, 1934.
- Statistique et déterminisme, Paris, PUF, 1935
- Espace et temps dans un univers euclidien, 1935
- La Science pure et la technique, Paris, 1936.
- La France en face du problème colonial, Paris, Comité de vigilance des intellectuels antifascistes, 1936.
- Non, la guerre n'est pas fatale!, Paris, Comité de vigilance des intellectuels antifascistes, 1936.
- La Science et la vie, Paix et liberté, 1937.
- Halte aux incendiaires : L'Espagne et la sécurité collective, Paris, Éditions du comité mondial contre la guerre et le fascisme, 1937.
- Congrès « Paix et liberté » du Front populaire de la région parisienne, discours de Paul Langevin, Éditions « Paix et liberté », 1939.
- Les Courants positiviste et réaliste dans la philosophie de la physique, Paris, 1939.
- La Physique moderne et le déterminisme, La Pensée, no 1,‎ 1939.
- La Science comme facteur d'évolution morale et sociale, Les Cahiers Rationalistes, 1939.
- Science et liberté, 1939;
- Culture et humanités, La Pensée, no 1,‎ 1944
- Victor Basch (1863-1944), sur webtv.parisnanterre.fr, Paris, 1945
- Pasteur, le savant et l’homme, La Pensée, Paris, no 7,‎ 1946, p. 13
- L’Ère des transmutations, La Pensée, Paris, no 7,‎ 1945, p. 9
- Matérialisme mécaniste et matérialisme dialectique », La Pensée, Paris,‎ mai. 1947, p. 20 (Hommage à Jacques Solomon, Union française universitaire, Paris, 1946.
- La Science et la paix, Quadrige,‎ mai. 1947
- Paul Langevin, écrits philosophiques et pédagogiques, Pour l'ère nouvelle, numéro spécial, éditions Bourrelier, 1947.
- La Pensée et l'Action, textes recueillis et présentés por Paul Labérenne, prefácio de Frédéric Joliot-Curie et Georges Cogniot, Paris, Les Éditeurs Français Réunis, 1950.
- Œuvres scientifiques de Paul Langevin, Éditions du CNRS, 1950.
- L’évolution humaine des origines à nos jours, étude biologique, physiologique et sociologique de l’homme, por Aristide Quillet, prefácio de Paul Langevin, 1951.